# Andrijiwka (Snischne)
Andrijiwka (ukrainisch Андріївка; russisch Андреевка Andrejewka) ist eine Siedlung städtischen Typs im Osten der Ukraine in der Oblast Donezk mit etwa 2200 Einwohnern.

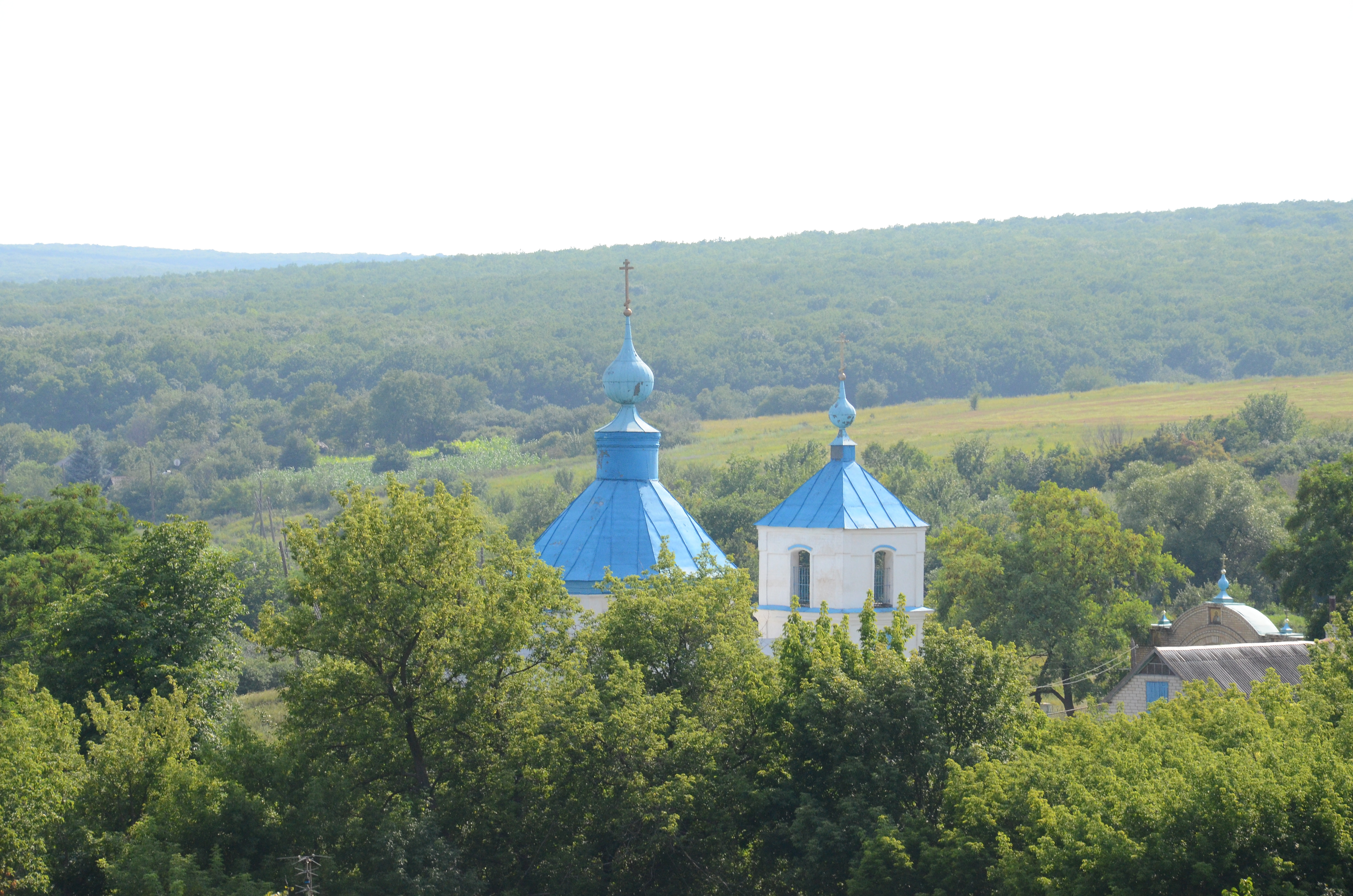
Kirche im Ort

## Geographie
Die Siedlung städtischen Typs liegt im Donezbecken, etwa 62 Kilometer östlich vom Oblastzentrum Donezk und 10 Kilometer nördlich vom Stadtzentrum von Snischne, zu dessen Stadtkreis sie zählt, entfernt.
Der Ort bildet innerhalb der Stadt Snischne eine eigene Siedlungsratsgemeinde, durch den Ort fließt der Fluss Hlucha (Глуха) in östliche Richtung, unmittelbar im Norden grenzt die Oblast Luhansk (Rajon Antrazyt) in Form des Flusses Mius, an das Ortsgebiet.

## Geschichte
Andrijiwka wurde 1789 zum ersten Mal schriftlich erwähnt, war ab 1873 Sitz einer Wolostverwaltung, erhielt 1938 den Status einer Siedlung städtischen Typs und ist seit Sommer 2014 im Verlauf des Ukrainekrieges durch Separatisten der Volksrepublik Donezk besetzt.